# Dècada del 1470 aC

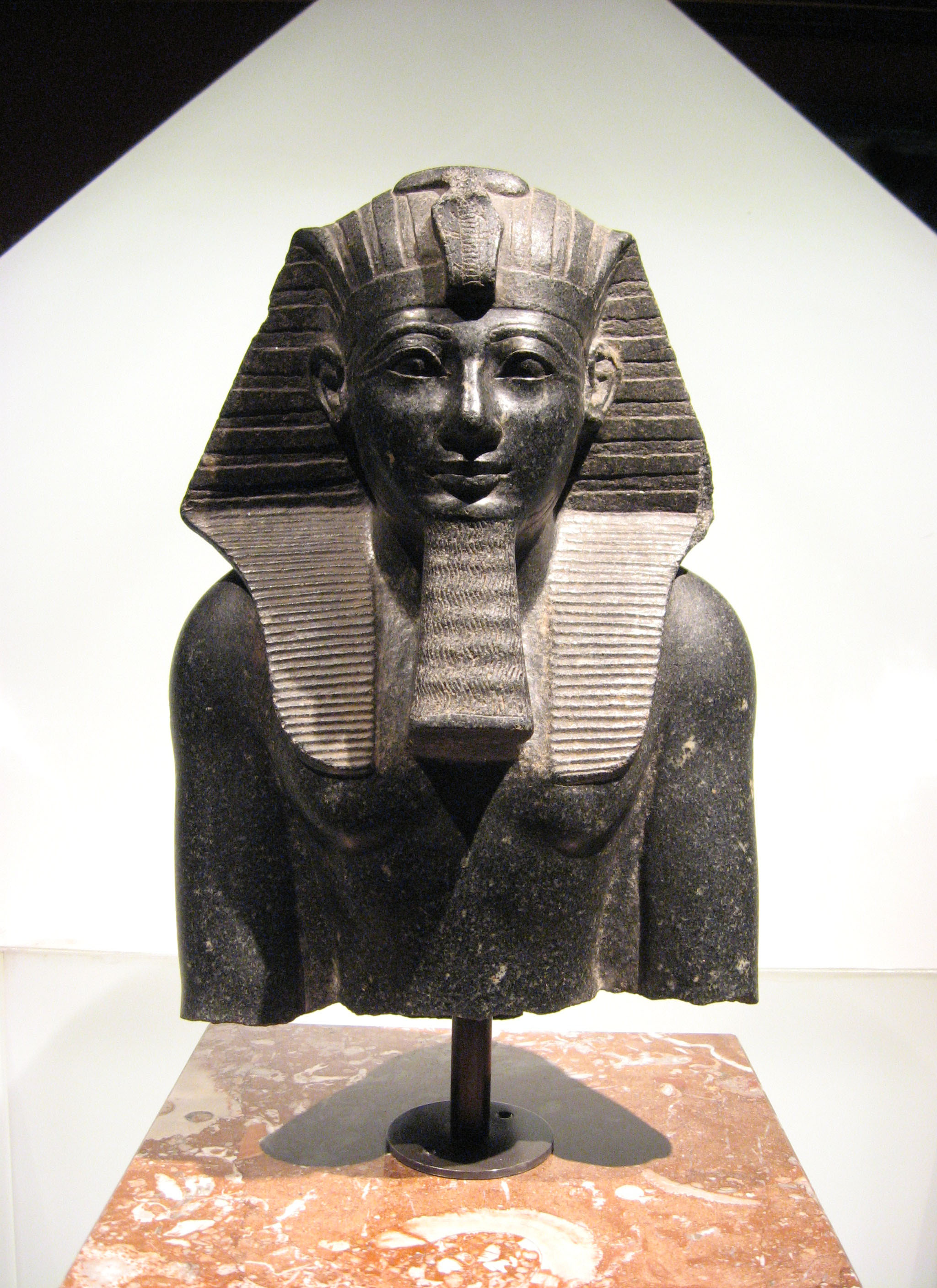
Representació de Tuthmosis III.

La dècada de 1470 aC comprèn el període d'anys entre el 1479 aC i el 1470 aC, tots dos inclosos.

## Esdeveniments
- Els aqueus ja dominen Creta
- Assíria ha aconseguit romandre independent (o recuperar la independència) dels hurrites de Mitanni
- vers 1475 aC, mort del rei Alluwamnas dels hitites; el succeeix el seu fill Hantilis II. Lluites amb els hurrites. Segon tractat d'amistat amb el regne de Kizzuwatna.

## Personatges destacats
- Tuthmosis III, faraó d'Egipte